# Amazophrynella manaos
Amazophrynella manaos es una especie de anfibio anuro de la familia Bufonidae.

## Distribución geográfica
Esta especie es endémica de Amazonas en Brasil. Se encuentra en Manaus y São Gabriel da Cachoeira.

## Descripción
Los machos miden de 14 a 15 mm y las hembras de 16 a 24 mm.

## Etimología
El nombre de la especie le fue dado en referencia al lugar de su descubrimiento, Manaus.

## Publicación original
- Rojas, de Carvalho, Gordo, Ávila, Farias & Hrbek, 2014: A new species of Amazophrynella (Anura: Buronidae) from the wouthwestern part of the Brazilian Guiana Shield. Zootaxa, n.º 3753, p. 79-95[3]